# Tavastia alticrista
Tavastia alticrista is een muggensoort uit de familie van de dansmuggen (Chironomidae). De wetenschappelijke naam van de soort is voor het eerst geldig gepubliceerd in 2005 door Stur & Wiedenbrug.